# 대현초등학교 (경기)
대현초등학교는 대한민국 경기도 용인시에 있는 공립 초등학교이다.

## 학교 연혁
- 1998년 11월 4일 대현초등학교 설립인가
- 1999년 3월 1일 18학급 개교
- 2000년 2월 18일 제1회 졸업식
- 2007년 2월 15일 제8회 졸업식(누계 1080명)
- 2007년 3월 1일 23학급 편성
- 2008년 2월 20일 제9회 졸업식(누계 1229명)
- 2008년 3월 1일 유치원 1학급 개원
- 2008년 3월 1일 22학급 편성
- 2009년 2월 18일 제10회 졸업식(누계 :1355명)
- 2009년 3월 1일 22학급 편성
- 2010년 2월 12일 제11회 졸업식(누계 1481명)
- 2010년 3월 1일 22학급 편성
- 2011년 2월 16일 제12회 졸업식(누계 1590명)
- 2011년 3월 1일 20학급 편성
- 2011년 3월 17일 21학급 편성
- 2012년 2월 16일 제13회 졸업식(누계 1705명)
- 2012년 3월 1일 21학급 편성
- 2013년 2월 15일 제14회 졸업식(누계 1815명)
- 2013년 3월 1일 20학급 편성(특수 1학급)
- 2014년 2월 14일 제15회 졸업식(누계 1905명)
- 2014년 3월 1일 19학급 편성(특수 1학급)
- 2015년 2월 13일 제16회 졸업식(누계 1972명)
- 2015년 3월 1일 19학급 편성(특수 1학급)

## 참고 자료
- 대현초등학교 - 한국교육학술정보원 학교알리미